# Provincia de Bilecik
Bilecik İli es una de las 81 provincias en que está dividida Turquía, administrada por un Gobernador designado por el Gobierno central.
- Superficie: 4.181 km²
- Población (2007): 203.777[1]
- Densidad de población: 46,48 hab./km²
- Capital: Bilecik 
  - Población (2007): 145.126[1]